# Franz Peplinski
Franz Peplinski (* 14. Februar 1910 in Samotschin; † 12. November 1991 in Neu Fahrland) war ein deutscher Politiker (SED). Er war von 1950 bis 1952 brandenburgischer Wirtschafts- und Arbeitsminister.

## Leben
Peplinski, Sohn eines selbständigen Zimmermanns, absolvierte nach dem Besuch der Volksschule von 1925 bis 1929 eine Lehre als Mechaniker und von 1929 bis 1933 eine Lehre als Zimmermann. 1928 trat er in Berlin dem KJVD bei und wurde 1932 Jugendleiter des KJVD Berlin-Brandenburg. Nach der Machtergreifung der Nationalsozialisten betätigte er sich illegal politisch und war mehrfach inhaftiert. Von 1934 bis 1938 arbeitete er als Zimmermann und von 1939 bis 1945 als Elektromonteur in der Siemens Apparate- und Maschinenfabrik in Berlin-Marienfelde.
Im Juni 1945 wurde er Mitglied der KPD, Leiter der KPD-Ortsgruppe Zepernick und bis 1947 Bürgermeister von Zepernick. Seit 1946 Mitglied der SED, war er nach dem Besuch der Landesparteischule in Schmerwitz bei Wiesenburg/Mark von 1948 bis 1950 Landrat des Kreises Osthavelland sowie zugleich Mitglied des SED-Kreisvorstandes ebenda. Ab November 1949 war er als Landrat auch Mitglied des Sekretariats des SED-Kreisvorstandes Osthavelland. 1948/49 war Peplinski außerdem Mitglied des Kommunalpolitischen Beirates des Zentralsekretariats der SED. Im Dezember 1950 begann er auf Beschluss des Sekretariats der SED-Landesleitung Brandenburg ein Fernstudium an der Deutschen Verwaltungsakademie „Walter Ulbricht“ in Potsdam-Babelsberg bzw. an der Hochschule für Ökonomie in Berlin-Karlshorst, das er 1954 als Diplom-Volkswirt abschloss. 
Von Dezember 1950 bis Juli 1952 war er als Nachfolger von Otto Falkenberg bzw. dessen kommissarischen Vertreters Hans Wulfert von Zerssen Minister für Wirtschaft und Arbeit der Landesregierung Brandenburg. Von Juli 1952 bis September 1956 war er Vorsitzender des Rates des Bezirks Frankfurt an der Oder. 1955/56 studierte er an der Parteihochschule der KPdSU in Moskau. Von Oktober 1956 bis Februar 1958 war er Staatssekretär für örtliche Räte im Innenministerium der DDR. 
Anschließend war er von 1958 bis Juni 1960 Vorsitzender des Bezirkswirtschaftsrates Potsdam und von 1958 bis 1963 Mitglied des Bezirkstags Potsdam. Von 1960 bis 1962 war er schließlich Vorsitzender des Rates des Bezirkes Potsdam. Von 1963 bis 1970 leitete er den VEB Tiefbau Brandenburg an der Havel bzw. das VEB Tiefbaukombinat Potsdam. 1970 trat er in den Ruhestand. Ab Juli 1974 war er stellvertretender Vorsitzender des Bezirkskomitees Potsdam der Antifaschistischen Widerstandskämpfer.
Peplinski wurde mehrmals mit dem Vaterländischen Verdienstorden ausgezeichnet. 1985 erhielt er die Ehrenspange zum Vaterländischen Verdienstorden in Gold.